# Bergscikada
Bergscikada (Cicadetta montana) är en art i insektsordningen halvvingar som tillhör familjen sångstritar. 

## Kännetecken
Bergscikadan är den enda arten i sin familj i de nordiska länderna. I Sverige är den en av de lättaste stritarna att känna igen genom att den är betydligt större än andra arter. När den håller vingarna hopslagna är den från huvudet till vingspetsarna 23 till 28 millimeter lång. Grundfärgen på kroppen är svart och kroppen har en fin gulaktig behåring. 
Ett kännetecken för arten är hanarnas sång, som kan höras på upp till 50 meters håll. Den frambringas genom ett särskilt så kallat trumorgan på främre delen av bakkroppen, som består av förhårdnade men ändå elastiska sidoplåtar. I vila är dessa utåtbuktade, men kan genom muskelinverkan buktas inåt, så att ett knäppande ljud uppstår. När detta upprepas, med några hundra gånger per sekund, så hörs en genomträngande och utdragen ton som först tilltar i styrka och sedan plötsligt upphör. 

## Utbredning
Bergscikadan finns i Europa och Asien, från Spanien, Frankrike och England i väst till Sibirien och Kina i öst. I Sverige finns den på spridda platser i Skåne, Småland, Västergötland, Östergötland, Bohuslän, Södermanland och Uppland. Den finns också i Norge omkring Oslofjorden och i södra Finland. I Danmark har den inte hittats.

### Status
I Sverige är bergscikadan klassad som nära hotad. Det största hotet mot arten är dess osammanhängande utbredning, vilket gör de enskilda populationerna väldigt känsliga för störningar. På många håll hotas dess livsmiljöer av exploatering och av igenväxning.

## Levnadssätt
Bergscikadans habitat är varma och soliga områden där vegetationen inte är för tät, till exempel glesare partier och gläntor i lövskog och barrskog. De fullbildade insekterna håller till i buskar och träd från mitten av juni till början av juli. Efter parningen lägger honan ägg nära basen på trädstammar, ofta i skogsbryn. Som andra halvvingar har bergscikadan  ofullständig förvandling och utvecklingen från ägg till imago tar flera år. Dess föda som nymf är olika vedartade rötter, särskilt rötter av ormbunkar.